# 路 (吉田修一作品)
《路》是日本作家吉田修一創作的長篇小說。於文學期刊《文學界》2009年1月号至2012年2月号進行連載，2012年11月21日於文藝春秋發行單行本。以日本與台灣為舞台，描述台灣高鐵（台灣新幹線）建設到開通的8年間日台人們彼此人生間的故事。
2013年台灣代理發行繁體中文版，2015年5月8日文藝春秋發行文庫版。

## 登場人物
多田春香
本作主角。台灣新幹線事業部員工。神戶市出生。
劉人豪
在東京大手建設公司的建設計劃室裡工作的台湾人。台中市出生。英文名字為Eric。
安西誠
在台湾新幹線事業部員工裡面是春香的前輩。將妻子與兒子留在日本，獨自前往台灣出差。
葉山勝一郎
在台灣出生的日本人。於臺北高等學校畢業。
陳威志
現居高雄市。派遣人員。

## 出版書籍
| 出版社   | 格式   | 出版日期       | ISBN                   | 頁數  | 譯者   |
| -------- | ------ | -------------- | ---------------------- | ----- | ------ |
| 文藝春秋 | 單行本 | 2012年11月21日 | ISBN 978-4-16-381790-3 | 488頁 |        |
| 文藝春秋 | 文庫版 | 2015年5月8日   | ISBN 978-4-16-790357-2 | 475頁 |        |
| 聯經出版 | 精裝書 | 2013年9月15日  | ISBN 978-957-084-256-2 | 400頁 | 劉姿君 |

## 電視劇
《路～台灣Express～》，日本放送協會與台灣公共電視台首度攜手製作，改編自吉田修一小說《路》，由波瑠主演，描述以日本建造台灣高鐵為背景所發生的台日愛情故事，公視主頻、公視+ 5/16起每週六21:00播出，LINE TV 5/16起每週六22:30播出，friDay影音 5/16每週六23:00播出，myVideo影音隨看 5/31全集播出。

### 製作團隊
- 原作：吉田修一《路》
- 編劇：田淵久美子
- 配樂：清塚信也
- 製作人：坪井清治、林彥輝（公共電視台）
- 統籌製作：土屋勝裕（NHK）、松川博敬（NHK）、於蓓華（公共電視台）
- 導演：松浦善之助（NHK）
- 製作：NHK、公共電視台
- 主題曲：Chendy「つながる心」（作詞：田渕久美子、訳詞：陳信延、作曲：清塚信也）

### 登場人物

#### 日本
| 演員       | 角色             | 介紹 |
| 波瑠       | 多田春香         | 貿易公司員工，以新幹線建設團隊一員被外派到台灣。                                                                           |
| 井浦新     | 安西誠           | 春香的上司，日本高鐵技術協調者。因工作上的苦悶來到Club Crystal，並在那遇見了Yuki。                                         |
| 高橋長英   | 葉山勝一郎       | 灣生，一直留在台灣讀書直至日本戰敗，由於對身為台灣人的高中同學中野赳夫講出過分之語，因此感到愧對而從此未再踏上台灣的土地。 |
| 藤堂日向   | 青年時期的勝一郎 | 灣生，一直留在台灣讀書直至日本戰敗，由於對身為台灣人的高中同學中野赳夫講出過分之語，因此感到愧對而從此未再踏上台灣的土地。 |
| 岩本多代   | 葉山曜子         | 灣生，勝一郎的妻子，一直和丈夫希望重回台灣。                                                                               |
| 池上紗理依 | 葉山曜子         | 少女時期的曜子。 |
| 寺脇康文   | 山尾一           | |
| 大東駿介   | 池上繁之         | 春香的未婚夫。 |
| 草刈麻有   | 有吉咲           | 東京建築事務所的建築士，劉人豪的同事。                                                                                     |
| 中丸新將   | 取締役           | 熊井建設的取締役（董事）。                                                                                                 |

#### 台灣
| 演員                | 角色                | 介紹 |
| 炎亞綸              | 劉人豪（Eric）      | 台中人，東京建築事務所的建築士，曾與從日本來台旅行的春香邂逅，喜歡春香。                                   |
| 邵雨薇              | Yuki                | 初入職場的酒店小姐，在林森北路的Club Crystal上班，與工作不順的安西誠相遇。                                 |
| 梁正群              | Leicester・王       | 台灣高鐵的協理，高鐵建設對外溝通的窗口。                                                                   |
| 林美秀              | 餐廳阿姨            | 台北小吃店的老闆，會說基礎日語。                                                                           |
| 楊烈                | 中野赳夫 （呂燿宗） | 葉山勝一郎在日治時期的高中同學和好友。當年與葉山發生嫌隙，讓兩人的友誼發生質變，從此在日本戰敗後未再相見。 |
| Gary Edward Gitchel | Jack                | 新幹線建設興建本部的副總經理。                                                                             |
| 安娜李              | 林芳慧              | 春香在台灣的同事好友。花蓮的阿美族原住民。                                                                 |
| 許光漢              | Kevin               | Club Crystal的酒保，表面上是Yuki的職場同事，實則是她的親弟弟。                                             |
| 李梓誠              | 陳威志              | 和張美青是青梅竹馬。                                                                                       |
| 吳玳昀              | 張美青              | 和陳威志是青梅竹馬。本來在加拿大讀大學，後來因未婚懷孕而休學。                                             |
| 應蔚民              |                     | 威志的爸爸。                                                                                               |
| 劉沛緹              | 曼姐                | Club Crystal的媽媽桑。                                                                                     |
| 黃舒湄              |                     | 威志的媽媽。                                                                                               |
| 莊雨潔              | 陳怡君              | 新聞主播。                                                                                                 |

### 收視率
| 集數       | 日期          | 公視  | NHK綜合台 |
| 1          | 2020年5月16日 | 0.97% | 8.8％     |
| 2          | 2020年5月23日 | 1.05% | 9.0％     |
| 3          | 2020年5月30日 | 0.84% | 8.7%      |
| 平均收視率 | 平均收視率    | 0.95% | 8.8%      |

## 外部連結
- NHK 電視劇官方網站 （页面存档备份，存于） （日語）
- NHK Topics （页面存档备份，存于） （日語）
- 公視官方網站 （页面存档备份，存于）（繁體中文）
- 公視戲劇的Instagram帳戶 （繁體中文）